# كارل جوبست
كارل جوبست (من مواليد 7 فبراير 1986)  هو يوتيوبر أسترالي وسبيد رن ، ركز عمله على كشف الغش والاحتيال في مجتمع الألعاب، بالإضافة إلى سبيد رن في غولدن آي 007 و بيرفكت دارك . ويتناول أيضًا إنجازات أخرى مرتبطة بالسبيد رننج وتحديات الألعاب، بما في ذلك تاريخ الأرقام القياسية العالمية لألعاب الفيديو. اعتبارًا من فبراير 2025 لديه 1.1 مليون مشترك فيه قناته على اليوتيوب.

## الحياة المبكرة
بدأ جوبست لعب ألعاب الفيديو عندما كان في الثانية والنصف من عمره؛ وكانت تجربته الأولى في الألعاب مع لعبة الكمبيوتر Ultima V ، وكان أول جهاز ألعاب حصل عليه هو نينتندو 64 والذي تلقاه في عام 1997. درس لفترة وجيزة تكنولوجيا المعلومات وعلم النفس في الجامعة وقضى بعض الوقت في العمل في مصنع للدجاج ومتجر للهواتف المحمولة ومركز اتصال. 

## روابط خارجية
- [https://www.youtube.com/watch?v=كارل جوبست

```
.] على 
يوتيوب
```

قالب:Speedrunning